# Sächs.-Thür.Eb. – Osterland bis Elsterberg
Die OSTERLAND bis ELSTERBERG waren Schlepptenderlokomotiven der Sächsisch-Thüringischen Eisenbahn für den gemischten Dienst.

## Geschichte
Die Sächsisch-Thüringische Eisenbahn hatte 1875 ihre Strecke von Wolfsgefärth über Wünschendorf, Greiz und Plauen nach Weischlitz eröffnet. Für den Betrieb hatte sie von Schichau in Elbing acht 1-B-Gemischtzuglokomotiven bauen lassen.
Bei der Sächsisch-Thüringische Eisenbahn trugen die Lokomotiven nur Namen. Schon im Juli 1876 wurde die Bahn von den Königlich Sächsischen Staatseisenbahnen übernommen. Dort erhielten die Lokomotiven die Nummern 663 bis 670 und zumeist auch neue Namen. Sie wurden als Gattung Schi III bzw. Sch III, ab 1885 als Sch(i) II geführt.
1892 erhielten sie die neuen Betriebsnummern 705 bis 712 und ab 1896 das Gattungszeichen II. Im Jahr 1900 erhöhte man die Betriebsnummern um 2000 auf 2705 bis 2712.
Als erste Maschine schied 1914 die Nummer 2705 aus. Im Vorläufigen Umzeichnungsplan der Deutschen Reichsbahn waren für sechs Lokomotiven noch die Nummern 98 7311 bis 7316 vorgesehen.
Der endgültige Umzeichnungsplan von 1925 verzeichnete noch die 2710 als 98 7311 und die 2711 als 98 7312. Umgezeichnet wurde allerdings keine der beiden Lokomotiven mehr, um 1925 wurden sie ausgemustert.

## Technische Merkmale
Sie besaßen einen Kessel mit durchgehender Oberkante von Steh- und Langkessel. Der Langkessel bestand aus vier Schüssen. Auf dem ersten, kurz hinter dem Schornstein, saß der Dampfdom mit Sicherheitsventil, auf dem zweiten ein Sandkasten. Alle Achsen waren fest im Rahmen gelagert.
Die waagerechten Außenzylinder arbeiteten auf die erste Kuppelachse. Die Lokomotiven besaßen eine innenliegende Steuerung Bauart Allan und ein kleines Führerhaus. Eine Bremseinrichtung war auf den Lokomotiven selbst nicht vorhanden, lediglich die Tender verfügten über eine Handbremse.

## Lokomotivliste
| Lokomotivliste      | Lokomotivliste | Lokomotivliste | Lokomotivliste    | Lokomotivliste | Lokomotivliste | Lokomotivliste | Lokomotivliste | Lokomotivliste |
| ------------------- | -------------- | -------------- | ----------------- | -------------- | -------------- | -------------- | -------------- | -------------- |
| Name (Sächs.-Thür.) | Fabrik-Nr.     | Baujahr        | Name (Staatsbahn) | Nr. (1876)     | Nr. (1892)     | Nr. (1900)     | DR-Nummer      | Ausmusterung   |
| OSTERLAND           | 111            | 1874           | HEIDELBERG        | 663            | 705            | 2705           | -              | 1914           |
| VOIGTLAND           | 112            | 1874           | CASSEL            | 664            | 706            | 2706           | -              | 1922           |
| DRESDEN             | 113            | 1874           | FALKENAU          | 665            | 707            | 2707           | -              | 1922           |
| WEIMAR              | 114            | 1874           | FRANKENSTEIN      | 666            | 708            | 2708           | -              | 1924           |
| GREIZ               | 115            | 1874           | WOLFSGEFÄRTH      | 667            | 709            | 2709           | -              | 1924           |
| PLAUEN              | 116            | 1874           | WEISCHLITZ        | 668            | 710            | 2710           | 98 7311        | ?              |
| BERGA               | 117            | 1874           | BERGA             | 669            | 711            | 2711           | 98 7312        | 1925           |
| ELSTERBERG          | 118            | 1874           | ELSTERBERG        | 670            | 712            | 2712           | -              | 1922           |